# Neodon
Neodon ist eine Gattung von Nagetieren in der Unterfamilie der Wühlmäuse (Arvicolinae) mit mehr als einem Dutzend Arten, die in Asien vorkommen. Das Taxon wurde längere Zeit als Untergattung der Feldmäuse (Microtus) gelistet.

## Merkmale
Diese Wühlmäuse erreichen eine Kopf-Rumpf-Länge von 92 bis 122 mm, eine Schwanzlänge von 24 bis 52 mm sowie ein Gewicht von 26 bis 73 g. Der kleinste Vertreter ist die 2012 neu beschriebene Art Neodon linzhiensis. Das Fell der Oberseite hat bei den meisten Arten eine dunkle graubraune Farbe (Ausnahme Pamir-Felswühlmaus), während die Unterseite allgemein heller und stärker in Grautönen gefärbt ist.  Weiterhin weist der Schwanz eine dunkle Oberseite und eine helle Unterseite auf.
Die großen Backenzähne gleichen in ihrem Aufbau den Molaren der ausgestorbenen Gattung Allophaiomys, die im Pleistozän vorkam. Daher wird angenommen, dass Neodon eine ursprüngliche Form asiatischer Wühlmäuse darstellt.

## Lebensweise
Die Arten bewohnen Gebirge und Hochebenen bis 3700 Meter Höhe. Dort halten sie sich in Gebirgssteppen, auf Bergwiesen sowie im Buschland auf. Alle Vertreter der Gattung sind Pflanzenfresser und für die besser erforschten Arten ist dokumentiert, dass sie Wintervorräte anlegen.

## Arten und Verbreitung
Folgende Arten zählen zur Gattung.
- Neodon bershulaensis[5]
- Neodon bomiensis[5]
- Neodon chayuensis[5]
- Mekong-Wühlmaus (Neodon forresti), lebt in Gebirgen im Süden Chinas sowie in Myanmar.
- Gansu-Felswühlmaus (Neodon irene), ist in Zentral- und Südchina verbreitet.
- Pamir-Felswühlmaus (Neodon juldaschi), kommt in Afghanistan, Tadschikistan, Kirgisistan sowie im Westen Chinas vor.
- Neodon kulakangria ist in Xizang verbreitet.[6]
- Neodon konggordous kommt in Xizang vor.[6]
- Neodon liaoruii[5]
- Linzhi-Felswühlmaus (Neodon linzhiensis), wurde 2012 in einem Naturreservat in Tibet entdeckt.[2]
- Neodon minor kommt in Sichuan vor.[6]
- Neodon namchabarwaensis[5]
- Sikkim-Felswühlmaus (Neodon sikimensis), lebt im Nordosten Indiens, in Nepal, Bhutan sowie in Südchina.
- Neodon shergylaensis[5]

## Status
Die IUCN listet die Mekong-Wühlmaus und Neodon linzhiensis mit keine ausreichende Daten vorhanden. Die übrigen drei bis 2012 beschriebenen Arten gelten als nicht gefährdet.